# Skyrace trophée Mezzalama
Pour la compétition hivernale de ski de fond, voir Trophée Mezzalama.
La Course nature « Trophée Mezzalama » est une compétition internationale de course nature (Skyrunning) créée en 2000, se déroulant près du massif du Mont Rose, dans le haut val d'Ayas (Vallée d'Aoste) en Italie. Elle a lieu au début de l'été, et constitue la compétition estivale parallèle du trophée Mezzalama de ski-alpinisme, ayant lieu en hiver.

## Description
Le départ se situe au hameau Saint-Jacques d'Ayas (1 680 mètres). Les participants rejoignent ensuite le lieu-dit Plan de Verraz (2 380 mètres), et ensuite le Lac Bleu, puis ils reprennent le sentier principal et côtoient la moraine du grand glacier de Verraz pour rejoindre enfin le refuge Ottorino Mezzalama, où se situe le tour de la bouée.
La descente prévoit le même parcours, jusqu'à l'arrivée à Saint-Jacques, avec 15 kilomètres totaux et un dénivelé de 1 356 mètres.
Le temps maximum pour compléter la course est de 4 heures.

## Palmarès

### Hommes
- 2000 Bruno Brunod
- 2001 Bruno Brunod
- 2002 Manfred Reichegger
- 2003 Davide Bonansea
- 2004 Dennis Brunod
- 2005 Paolo Bert
- 2006 Dennis Brunod
- 2007 Dennis Brunod
- 2008 Dennis Brunod

### Femmes
- 2000 Gloriana Pellissier
- 2001 Gloriana Pellissier
- 2002 Gloriana Pellissier
- 2003 Emanuela Brizio
- 2004 Gloriana Pellissier
- 2005 Gloriana Pellissier
- 2006 Gloriana Pellissier
- 2007 Gloriana Pellissier
- 2008 Gloriana Pellissier